# Юр’єво (Калузька область)
Юр’єво (рос. Юрьево) — присілок в Сухиницькому районі Калузької області Російської Федерації.
Населення становить 131 особу. Входить до складу муніципального утворення Присілок Юр'єво.

## Історія
Від 2004 року входить до складу муніципального утворення Присілок Юр'єво

## Населення
| 2002 | 2010 |
| ---- | ---- |
| 190  | ↘131 |